# Jan Kanthak
Jan Jakub Kanthak (ur. 20 września 1991 w Gdańsku) – polski polityk i samorządowiec, poseł na Sejm IX i X kadencji (od 2019), sekretarz stanu w Ministerstwie Aktywów Państwowych (2021–2023).

## Życiorys
Jest absolwentem III Liceum Ogólnokształcącego im. Bohaterów Westerplatte w Gdańsku oraz Wydziału Prawa i Administracji Uniwersytetu Warszawskiego. W trakcie studiów odbył staż w Parlamencie Europejskim. Od 2016 zatrudniony w Ministerstwie Sprawiedliwości. Pełnił m.in. funkcję szefa gabinetu politycznego oraz rzecznika prasowego MS.
Związany z Solidarną Polską, od 2023 Suwerenną Polską. Jako jej kandydat z listy Prawa i Sprawiedliwości w wyborach samorządowych w 2018 został wybrany na radnego miasta Gdańska z 5. okręgu (dzielnice Przymorze i Zaspa), zdobywając 4799 głosów. W Radzie Miasta Gdańska zasiadał w Komisji Sportu i Turystyki oraz Komisji Zrównoważonego Rozwoju. Następnie, w wyborach parlamentarnych w 2019 został wybrany z listy Prawa i Sprawiedliwości do Sejmu IX kadencji w okręgu lubelskim, otrzymując 12 803 głosy. Zasiadał m.in. w sejmowych Komisjach Sprawiedliwości i Praw Człowieka oraz Spraw Zagranicznych.
Pod koniec lutego 2020, jako przedstawiciel Solidarnej Polski wszedł w skład sztabu wyborczego prezydenta Andrzeja Dudy. 12 listopada 2021 objął funkcję sekretarza stanu w Ministerstwie Aktywów Państwowych. W listopadzie 2022 został pełnomocnikiem rządu ds. strategicznych inwestycji zagranicznych spółek z udziałem Skarbu Państwa. W 2023 ponownie wybrano go do Sejmu (zdobył 22 037 głosów). W grudniu tego samego roku zakończył pełnienie funkcji rządowych. W październiku 2024 wraz z Suwerenną Polską przystąpił do PiS.

## Wyniki w wyborach ogólnopolskich
| Wybory | Komitet wyborczy | Komitet wyborczy       | Organ            | Okręg | Wynik          |
| ------ | ---------------- | ---------------------- | ---------------- | ----- | -------------- |
| 2019   |                  | Prawo i Sprawiedliwość | Sejm IX kadencji | nr 6  | 12 803 (2,26%) |
| 2023   | Sejm X kadencji  | Prawo i Sprawiedliwość | 22 037 (3,40%)   | nr 6  |                |

## Życie prywatne
Jest synem polskiego dyplomaty, ambasadora RP w Republice Południowej Afryki Andrzeja Kanthaka oraz gdańskiej pisarki Anny Kanthak, posługującej się pseudonimem literackim Hanna Cygler. W 2024 zawarł związek małżeński z Angeliką.

### Proces przeciw Michałowi Kowalówce
W sierpniu 2020 Jan Kanthak wytoczył lewicowemu działaczowi Michałowi Kowalówce proces o zniesławienie w związku z jego słowami: „Po wstrętnych atakach J. Kanthaka wymierzonych w LGBT+ podjąłem decyzję (nie znoszę hipokryzji i szczucia na mniejszości) o ujawnieniu faktu: przed laty w 2011 r. w krakowskim klubie „Kitsch” Janek – wtedy mi nieznany – wielokrotnie i obcesowo nagabywał mnie swoją ofertą seksu oralnego”. W lipcu 2022 warszawski sąd w pierwszej instancji uniewinnił Michała Kowalówkę, w związku z czym Jan Kanthak zapowiedział odwołanie od wyroku. Po wygranym przez niego procesie, w listopadzie 2024 Michał Kowalówka opublikował przeprosiny wobec Jana Kanthaka.